# كوماندو جهاد
كوماندو جهاد (بالإندونيسية: Komando Jihad) كانت جماعة إسلامية إندونيسية متطرفة كانت تنشط منذ السبعينيات حتى تم حلها من خلال تصرفات الأجهزة الأمنية في منتصف الثمانينيات. كانت مؤسسة الجماعة فرعًا لـ دار الإسلام الإندونيسية وهي مجموعة متطرفة تقاتل من أجل دولة إندونيسية إسلامية بدأت في أربعينيات القرن العشرين.
كتب داميان كينغزبيري أن المجموعة شكلت من قبل القوات الخاصة للجيش الإندونيسي كوباسوس.

## اختطاف طائرة جارودا
رحلة جارودا إندونيسيا 206
في 28 مارس 1981 استقل خمسة أعضاء من كوماندو جهاد جارودا دوجلاس دي سي -9 في رحلة داخلية من باليمبانج إلى ميدان وأخذوها وعلى متنها 57 راكبًا إلى بانكوك عاصمة تايلاند. كانوا مسلحين ببنادق آلية وديناميت، وطالبوا بالإفراج عن 20 سجيناً سياسياً، وطرد جميع «المسؤولين اليهود والعسكريين الإسرائيليين» من إندونيسيا، وإعطائهم 1.5 مليون دولار. بعد أربعة أيام اقتحمت قوات الكوماندوس الإندونيسية الطائرة، فقتلت أربعة من بين الخاطفين الخمسة. توفي الخاطف الخامس لأسباب غير معروفة أثناء نقله إلى جاكرتا. بصرف النظر عن إصابات الطيار وعضو طاقم الرحلة، لم يصب جميع الركاب والطاقم الآخرين بأذى.